# Béróssos
Béróssos je pořečtěné (Βήρωσσος) jméno babylónského kněze boha Marduka žijícího ve 3. století př. n. l. Kolem roku 270 př. n. l. pro Antiocha I. Sótéra, jemuž dílo dedikoval, sepsal řecky třídílný spis Babylóniaka, v němž Řekům vylíčil dějiny své země od stvoření světa do smrti Alexandra Velikého v roce 323 př. n. l., a to na základě spolehlivých klínopisných pramenů (měl pracovat se záznamy v babylonském chrámovém archivu).
Béróssovo dílo se ovšem nezachovalo, jsou z něj známé pouze citace u pozdějších autorů. Celý první díl a značnou část druhého Béróssos věnoval astronomii a astrologii – tyto části také byly později nejvíce oceňovány. Béróssos sám podle nepotvrzeného podání údajně na sklonku života žil na ostrově Kou, kde měl založit astrologickou školu.